# A bemutatkozó vacsora (Így jártam anyátokkal)
A bemutatkozó vacsora az Így jártam anyátokkal című amerikai televíziós sorozat kilencedik évadjának tizenkettedik epizódja. Eredetileg 2013. december 2-án vetítették, az Egyesült Államokban, míg Magyarországon 2014. április 7-én.
Ebben az epizódban Barney végig azzal bosszantja Robint, hogy szerinte a bemutatkozó vacsorájuk egy meglepetés, és egy lézerharcterembe lett szervezve. Közben Ted és Lily a titoktartási képességeken vitatkoznak.

## Cselekmény
Szombat este 8 óra van, 22 órával járunk az esküvő előtt. Barney egy biztonsági őr irodájában van, hozzábilincselve egy csőhöz, és könyörög, hadd nyomhasson meg egy bizonyos gombot. Robin megtiltja ezt, és bosszús, mert a bemutatkozó vacsorájuknak már 10 perce el kellett volna kezdődnie, és most egy lézerharcterem biztonsági őrének az irodájában kell várniuk, míg kiérkezik a rendőrség. Elmesélik, hogyan kerültek ebbe a helyzetbe.
Néhány hónappal korábban Barney elkezdett arról beszélni, milyen király lenne, ha a bemutatkozó vacsorát egy lézerharcteremben tartanák meg. A többiek szerint ez rossz ötlet, és Robin is azt mondja, hogy a házasság kompromisszumokról szól – ő is beleegyezett, hogy legyen az esküvő New Yorkban és ne Kanadában, ahol ő szerette volna. Barney látszólag elfogadja ezt, de látszik rajta, hogy nem tett le az ötletről. Ted, aki magát a nászajándékok mesterének nevezi, bejelenti, hogy zongoraleckéket vesz, hogy ő játszhasson a vacsorán. Barney és Robin ezt csak akkor fogadják el, amikor Ted azt mondja, hogy Liberace-nek öltözik.
Néhány nappal Barney legénybúcsúja után csúnyán megvicceli Robint (azt hazudja, hogy szakít vele, de a bőröndben, amibe pakolni akar, kiskutyák vannak), és Robin közli vele, hogy elege van a kis tréfáiból. A többiek a bárban megmondják Barneynak, hogy Robinnak igaza van, aki ekkor már nyíltan arról kezd el beszélni, hogy Robin meglepetés bemutatkozó vacsorát tervez a lézerharcteremben, és a Farhampton fogadóban csak egy álrendezvényt tart, hogy félrevezesse őt.
Eközben Lily forr magában, mert őt nem avatták be a részletekbe, mert nem tud titkot tartani. Emlékezteti Tedet arra, hogy a Chicagóba költözését is titkolja és azt is, hogy nem fog Liberace-nek öltözni (mert egyáltalán nem is tanult zongorázni). Barney azt állítja, hogy a meglepetésbuli már elkezdődött: Robin elküldte jégért, mert elfogyott – és jeget csak a lézerharcterem mellett lehet kapni. Valójában elromlott a jeget készítő gép, Barney pedig ajánlkozott Robinnak, hogy segít szerezni – és annak ellenére hagyta el a fogadót, hogy Robin megtiltotta. Elment jégért a lézerharcterem mellé, pedig az ellenkező irányban, hat mérföldre van a kérdéses üzlet.
Lily, aki még mindig dühös, mert nem bíznak meg benne, bevallja Robinnak és Tednek, hogy Olaszországba költözésük veszélyben van, mert Marshall elfogadott egy bírói állást a tudta nélkül, és már a lakásukba sem költözhetnek vissza. Ted dühös Marshallra az önzősége miatt, míg Lily szerint szándékosan biztosan nem akarná megbántani őt. Ekkor Robin bejelenti, hogy Barney a lézerharcteremhez ment, és olyan dühös lett, mikor rájött, hogy nincs semmiféle meglepetésbuli, hogy megfenyegette az őrt, aki megbilincselte. Míg Robin elindul Barneyért, Ted a fülébe súg egy titkot Lilynek, megbízva őt valami fontossal. Lily ennek hatására bejelenti a násznéppel, hogy változás állt be a tervekben...
Közben a jelenben Barney még mindig makacsul ragaszkodik ahhoz, hogy van egy meglepetésbuli, de Robin már nagyon dühös. Ekkor veszi észre, hogy Barney kiszabadította magát a bilincsből és egy pár korcsolyát ad neki. Ekkor Barney azt mondja, hogy ezentúl csak akkor fog neki hazudni, ha valami hatalmas meglepetést tervez – és ekkor elkezd esni az irodában a hó. Végül Barney megnyomja a gombot, minek hatására az iroda falai leereszkednek, és kiderül, hogy egy jégcsarnok kellős közepén vannak, a násznéppel együtt, és ott van Ted is, Liberace-nek öltözve. Barney elmondja, hogy azért találta ki ezt a kanada-tematikájú meglepetést, mert tudta, hogy Robin mennyire szeretett volna Kanadában férjhez menni. Ezután átad egy ajándékot: egy dedikált Wayne Gretzky-fotót. Majd a biztonsági őrről kiderül, hogy műkorcsolyázó, és belekezd a produkcióba.
Miközben Alan Thicke és James énekelnek, Lily megköszöni Tednek, hogy beavatta a titokba. Ted bevallja, hogy a zongoralecke is egy figyelemelterelés volt, és igazából korcsolyázni tanult (ami nem sikerülhetett túl jól, mert szinte rögtön el is esik). Az utolsó jelenetben aztán a zongora mögé is ül, miközben Barney bemutatja, milyen jó dolgokat köszönhet a világ Kanadának – és köztük van Robin is.

## Kontinuitás
- Ted a "Dobpergést kérek" és a "Megemlékezés" című részben volt látható, hogy tud valamelyest zongorázni.
- Lily megemlíti, hogy Ted egy verekedést nem nyerhet meg Marshallal szemben ("A bunyó").
- Ted szerint nem zenekar kellett volna az esküvőre, mely vita a "Zenekar vagy DJ?" című rész témája volt.
- Ted holmijainak a folytonos kölcsönkérése és vissza nem adása "A ló túloldalán" című részben látható.
- Lily titoktartásra való képtelensége a korábbi részekben számtalanszor látható volt.
- James különleges kétarcú éneklése először "A medál" című részben szerepelt.
- Barney megint "gyűrűmackót" emleget, mint "A medál" és a "Búcsú New Yorktól" című részekben.
- Barney lézerharcterem iránti vonzódása számtalan korábbi epizódban szerepelt.
- A Wayne Gretzky-fénykép az "Anyu és apu" című rész központi témája volt.
- Marshall a "Búcsú New Yorktól" című részben megígérte, hogy oda fog érni a bemutatkozó vacsorára, ami sajnos nem sikerült.
- Lily csúnyán néz Tedre, amikor a nászajándékok mesterének nevezi magát. "A pókerparti" című rész tanúsága szerint azért, mert Ted "elfelejtett" nászajándékot adni nekik.
- Marshall az "Úton Róma felé" című részben állította azt, hogy tud olaszul, pedig nem is. Ezúttal Lily teszi ezt.
- Lily a "Valami új" című részben tudja meg Ted titkát, azt pedig, hogy Marshall elfogadta a bírói állást, a "Ne kérdezz semmit" című részben.

## Jövőbeli visszautalások
- A "Margaréta" című rész alapján Lily mégis képes egy igen fontos titkot megtartani.

## Érdekességek
- Ted lábán nem műkorcsolyázóknak való korcsolya van, hanem jégkorong-játékosoknak való.
- Bár Lily nemigen tud olaszul, "A lehetségtelen" című részben az önéletrajzában mégis szerepelteti a nyelvtudását.
- Amikor Ted elesik a korcsolyával és feltápászkodik, egy pillanatra látható a ruhájába rakott mikrofon.
- Ebben az epizódban Marshall csak visszaemlékezésekben jelenik meg.
- Amikor Barney a lézerharcteremhez megy, a helyiség felirata alatt alig kiolvashatóan látszik, hogy valójában egy jégcsarnok.
- Egy elrejtett vicc is van az epizódban: amikor a bárban kanadai tematikájú vicceket sütnek el Robin kárára, a háttérben látható, ahogy egy pár először találkozik, eljegyzi egymást, megszületik a gyerekük, a gyerek elvégzi az iskolát, majd a nő megözvegyül, akire ráhajt egy újabb férfi.